# Cyclaneusma minus
Cyclaneusma minus (Butin) DiCosmo, Peredo & Minter – gatunek grzybów z klasy patyczniaków (Leotiomycetes). Pasożyt, jeden z patogenów wywołujących chorobę sosny (Pinus) o nazwie jesienna osutka sosny.

## Systematyka i nazewnictwo
Pozycja w klasyfikacji według Index Fungorum: Cyclaneusma, Marthamycetaceae, Chaetomellales, Leotiomycetidae, Leotiomycetes, Pezizomycotina, Ascomycota, Fungi.
Synonim: Naemacyclus minor Butin 1973.

## Morfologia
Na obumarłych już, brązowych igłach sosny, tworzy rozproszone, eliptyczne apotecja o długości 200–600 µm, w tym samym kolorze co igła. Gdy dojrzeją, w warunkach wilgotnej pogody pęcznieją i otwierają się pojedynczym podłużnym rozcięciem, podnosząc tkankę igły z każdej strony w jednym lub zwykle dwóch dobrze zaznaczonych płatach. Odsłania się wówczas krążek o barwie od białej do kremowej. Worki unitunikowe, cylindryczne, o długości 80–120 µm, szerokości 10–12 µm, zawierające osiem zarodników. Askospory nitkowate, szkliste, dwudzielne, gładkie, o długości 65–100 µm, szerokości 2,5–3 µm, zazwyczaj lekko wygięte, jak bumerang. Parafizy nitkowate, rozgałęzione w kierunku wierzchołka, bezprzegrodowe, szkliste, proste, gładkie, z nienabrzmiałymi końcówkami. W poprzek igły często pojawiają się, gdy owocniki są niedojrzałe, szerokie, czerwonawo-brązowe pasma.
Pyknidia głęboko osadzone w igłach, kuliste lub prawie kuliste, o średnicy 150–250 µm, ze ściankami złożonymi ze szklistych, pseudoparenchymatycznych komórek o średnicy 2–3 µm. Komórki konidiotwórcze prawdopodobnie fialidowe. Konidia pałeczkowate o długości 6–9,5 µm, i szerokości około 1 µm. W hodowli na agarze słodowym kultury białe, zmieniające kolor na łososioworóżowy z grubą grzybnią powietrzną, średnio ciemnobrązowe.
Rozprzestrzenia się przez askospory unoszone przez wiatr. Infekują igły podczas wilgotnej pogody. Z badań polskich wynika, że w naturze nie tworzy konidiów, powstają one jednak podczas hodowli na sztucznym podłożu.

## Występowanie
Cyclaneusma minus jest szeroko rozprzestrzeniony. W Europie jego zasięg ciągnie się od wybrzeży Morza Śródziemnego po środkową część Półwyspu Norweskiego i Grenlandię. W Polsce jest częsty. Występuje także w Afryce (Kenia, Malawi, Maroko, RPA, Tanzania), Azji (Pakistan), Australii i na Nowej Zelandii, w Ameryce Północnej (USA: Kalifornia, Michigan, Pensylwania, Kanada: Ontario), Amerycea Południowej (Chile, Kolumbia, Ekwador, Urugwaj).
Poraża igły wielu gatunków sosen: Pinus caribaea, P. contorta, P. flexilis, P. jeffreyi, P. montana, P. mugo, P. nigra, P. patula, P. ponderosa, P. radiata, P. sabiniana, P. strobus, P. sylvestris, P. uncinata, P. wallichiana. Z badań polskich wynika, że atakuje zarówno igły jednoroczne, jak i dwuletnie.